# IC 1296
IC 1296 је спирална галаксија у сазвјежђу Лира која се налази на листи објеката дубоког неба у Индекс каталогу.
Деклинација објекта је + 33° 3' 59" а ректасцензија 18h 53m 18,8s. Привидна величина (магнитуда) објекта IC 1296 износи 14,3 а фотографска магнитуда 15,1. IC 1296 је још познат и под ознакама UGC 11374, MCG 6-41-22, CGCG 201-40, near M 57, PGC 62532.